# Emmanuel Collard
Emmanuel Collard (ur. 3 kwietnia 1971 w Arpajon) – francuski kierowca wyścigowy. 

## Kariera sportowa
W 1990 roku triumfował we Francuskiej Formule Renault. Poza tym pełnił również funkcję testera w ekipie Ligier w 1990 i 1991 roku. W 1996 roku został mistrzem Porsche Supercup. Rok później ponownie pełnił rolę kierowcy testowego, tym razem w zespole swojego rodaka, Alaina Prosta. W latach 1998–1999 zwyciężał w serii samochodów sportowych w parze z Vincenzo Sospiri. Razem z Jean-Christophe Boullion triumfował w Le Mans Series w sezonach 2005–2006. Wielokrotnie uczestniczył w 24 godzinnym wyścigu Le Mans, gdzie najlepszym jego wynikiem było 2. miejsce. Wygrał też prestiżowe zawody Rolex 24 at Daytona.